# Ulica Stefana Banacha we Lwowie
Ulica Stefana Banacha – ulica we Lwowie, w dzielnicy Cetnerówka, w rejonie łyczakowskim.

## Przebieg
Ulica bierze początek na Cetnerówce, odchodzi od ulicy Marka Czeremszyny i biegnie na południe. Mija od zachodu ogród botaniczny Uniwersytetu Lwowskiego im. Iwana Franki i od wschodu Cmentarz Orląt Lwowskich, za którym skręca na zachód i przy pętli tramwajowej linii 7 łączy się z ulicą Anatola Wachnianina.

## Historia
Droga od Cetnerówki na południe istniała już pod koniec XVIII, nazywaną ją wówczas „Drogą przy cmentarzu” (od leżącego na zachód Cmentarza Łyczakowskiego). Następnie używano nazwy „Na Cetnerówce”, od dzielnicy, w której się znajduje. W 1871 otrzymała oficjalną nazwę „Mazurówka” od niewielkiego osiedla położonego na wschód od niej, które zamieszkiwali chłopi pochodzący z Galicji Zachodniej nazywani we Lwowie „Mazurami”. Podczas okupacji hitlerowskiej obowiązywała nazwa „Mauerwerk”. Obecną nazwę nadano w 1946 na cześć Stefana Banacha, wybitnego polskiego matematyka, który zmarł rok wcześniej i spoczął na Cmentarzu Łyczakowskim. W 1971 władze radzieckie rozpoczęły proces dewastacji Cmentarza Orląt Lwowskich, jednym z jego przejawów była realizacja planu przedłużenia ulicy Stefana Banacha przez teren cmentarza. Z premedytacją ustalono przebieg ulicy środkiem kwater XX-XXIV, gdzie w latach 1921–1939 dokonywano pochówków walczących podczas obrony Lwowa w 1920. Wszystkie mogiły splantowano, część zmarłych została ekshumowana zarówno legalnie, jak i potajemnie (akcją kierowała Maria Tereszczakówna). Do 1975 ulica połączyła Cetnerówkę i Pohulankę przez teren cmentarza. Podczas renowacji Cmentarza Orląt Lwowskich wzdłuż ulicy wybudowano nowy mur, ale sprawa ta dotychczas budzi kontrowersje.